# Agatha All Along
"Agatha All Along" é uma canção original da série WandaVision da Marvel Studios da Disney+. Escrita pelos compositores da música tema da série Kristen Anderson-Lopez e Robert Lopez para o sétimo episódio "Breaking the Fourth Wall", a música foi interpretada pela estrela Kathryn Hahn, com Lopez, Eric Bradley, Greg Whipple, Jasper Randall e Gerald White servindo como cantores de apoio. A canção foi inspirada nos temas de The Munsters e A Família Addams e se tornou viral depois de aparecer em "Breaking the Fourth Wall". "Agatha All Along" foi lançado oficialmente em 23 de fevereiro de 2021, como parte de WandaVision: Episode 7 (Original Soundtrack).

## Antecedentes e produção
Em dezembro de 2020, foi anunciado que Robert Lopez e Kristen Anderson-Lopez escreveram canções-tema para alguns dos episódios da série WandaVision da Marvel Studios da Disney+. O sétimo episódio da série, "Breaking the Fourth Wall", foi lançado na Disney+ em 19 de fevereiro de 2021, e terminou revelando que a personagem de Kathryn Hahn, Agnes, era na verdade Agatha Harkness e a manipuladora do idílico estilo de vida suburbano de Wanda Maximoff inspirado em comédias americanas em Westview. A revelação foi acompanhada por uma sequência de título para a série Agatha All Along, que apresentava o tema de Anderson-Lopez e Lopez e sequências mostrando momentos que Agatha estava por trás. Os créditos de "Breaking the Fourth Wall" listavam o nome da música como "It Was ______ All Along".
"Agatha All Along" era semelhante à música tema de The Munsters e "The Addams Family Theme" de A Família Addams. O casal foi atraído pela música da série centrada em monstros do passado, a fim de dar à música tema de Agatha um "sentimento de bruxa e macabro" com "um pouco de tenor Oompa-Loompa também". Hahn é o vocalista principal do tema, com Lopez cantando backup junto com Eric Bradley, Greg Whipple, Jasper Randall e Gerald White, os outros cantores backups de músicas-tema anteriores. Lopez e Anderson-Lopez produziram a música, que foi arranjada e orquestrada por Dave Metzger.
A música começa em mi menor antes de passar para si bemol no baixo, que é um intervalo de trítono, com uma ponte centrada em sol maior e um final de "Shave and a Haircut". O trítono é o mesmo intervalo usado por Anderson-Lopez e Lopez nas duas notas finais de seu motivo WandaVision de quatro notas usado em suas outras canções-tema. A canção inclui "um riff de trompa de big band", "órgãos kitsch, barítonos alegres", uma "'clap-clap, clap' snare" e é cantada em "vozes excêntricas e fantasmagóricas ", com letras que revelam como Agatha esteve por trás de todas as tragédias do show.

## Lançamento
"Agatha All Along" foi lançado digitalmente pela Marvel Music e Hollywood Records em 23 de fevereiro de 2021, como a segunda faixa no WandaVision: Episode 7 (Original Soundtrack). A trilha sonora foi originalmente programada para ser lançada em 26 de fevereiro, com o The Verge especulando que o lançamento foi adiado devido à popularidade da música.

## Recepção
Após o lançamento de "Breaking the Fourth Wall", "Agatha All Along" se tornou viral, com os telespectadores particularmente atraídos pelo tema, criando vários remixes, memes e vídeos TikTok nos dias seguintes. Em 23 de fevereiro, a hashtag para a música havia se tornado um tópico de tendência no Twitter, com a Disney ligando a hashtag ao seu emoji de Agatha.
Os comentaristas chamaram a música de "cativante", com letras "deliciosas", e compararam-na a "Toss a Coin to Your Witcher" da série da Netflix, The Witche, que também se tornou viral. A música também foi chamada de "a música oficial do verão de 2021", a música do ano, e uma música que seria solicitada em festas e casas noturnas após a pandemia de COVID-19. Alex Zalben da Decider explicou por que esse tema parecia ser mais popular do que os temas anteriores da WandaVision, dizendo que emular o tema de Munsters permitiu que ele tivesse "um riff cativante que funciona, um verme de ouvido testado e comprovado" e adicionando essas canções para vilões, como visto em muitos dos filmes do Walt Disney Animation Studios, são mais divertidos e deixam o vilão "exagerar". August Brown, do Los Angeles Times, concordou com Zalben que "Agatha All Along" era a canção da vilã de WandaVision, descrevendo-a como "um single meme-capaz e deliciosamente vampiresco que alegremente distorceu o enredo do programa" e que "provavelmente viveria fora dela como música de entrada para quem quer agitar o caos ”. Brown chamou o canto de Hanh de perfeito com "convicção audaciosa". Antonio Ferme, da Variety, chamou "Agatha All Along" de "a melhor música de introdução ao personagem de todos os tempos" e "indiscutivelmente o verme de ouvido mais agressivo" das músicas-tema de WandaVision. Escrevendo para Polygon, Joshua Rivera sentiu que "Agatha All Along" foi o "melhor momento" de WandaVision de Anderson-Lopez e Lopez, chamando a canção de "o primeiro verme de ouvido real da série: curto, pegajoso e extremamente capaz de memes". Gregory Lawrence do Collider sentiu que o tema era "um banger de surf rock objetivamente grande" com "uma imitação perfeita de surf rock dos anos 60 [e tema de sitcom de terror] tropos".
Após o lançamento, "Agatha All Along" alcançou a posição de número um na parada de trilha sonora do iTunes, e em 24 de fevereiro de 2021, alcançou o quinto lugar na parada de singles do iTunes.